# Great Eastern Railway
Great Eastern Railway (GER) var et britisk jernbaneselskab som blev grundlagt i 1862. Det opstod ved at Eastern Counties Railway blev slået sammen med flere små, lokale selskaber. I 1902 blev Northern and Eastern Railway indlemmet i GER.
Selskabet byggede Liverpool Street Station i London, og fra denne station havde det ruter til blandt andet Southend-on-Sea, Chelmsford, Colchester, Ipswich, Lowestoft, Yarmouth, Norwich og Cambridge, samt en række småbyer langs den engelske østkyst. Desuden havde det pendlertog i Londons nærområde.
I 1923 blev Great Eastern slået sammen med flere andre selskaber i London and North Eastern Railway (LNER). Da det var størst, ejede GER over 1900 km skinnelegeme.